# 오이!

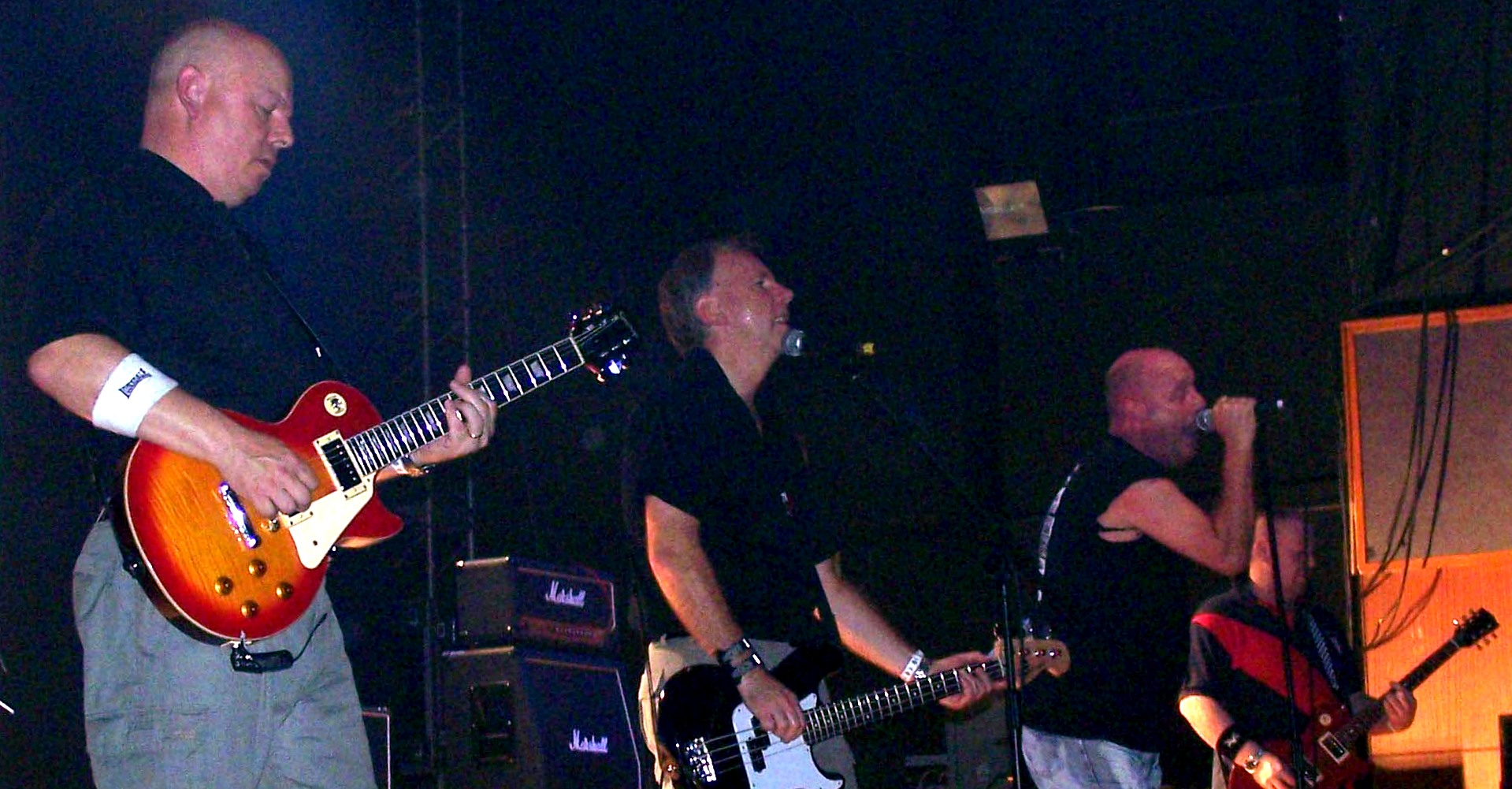

오이!(Oi!)는 1970년대 후반에 영국에서 발생, 노동자 계급에 지지를 받은 펑크 록의 하위장르중 하나이다.

## 특징과 발전
오이!는 1980년대 초반 영국에서 생겨났고, 청소년과 노동자층에게 인기가 많았던 펑크록의 종류 중 하나이다. 섹스 피스톨스나 더 클래시 같은 밴드가 상업적인 성공을 거두고, 공연장에서 매진을 거듭하면서 유명세를 떨친 시기도 있었다.
펑크는 70년대 록음악과 팝음악에서 성행한 슈퍼스타 문화에 대한 저항의 상징이자 길거리의 청소년들의 대변자 역할을 하였다. 하지만 약 1978년대부터 음악에 관심을 갖기 시작하고, 76,77년의 펑크붐을 경험하지 못한 청소년들은 '길거리 정신'을 제대로 반영하는 밴드는 더 클래시와 같은 밴드들이 아닌, 섐69, 머네이스, 더 럿츠나 UK Subs와 같은 소수의 밴드가 이 정신을 제대로 반영하고 있다는 것을 인식하게 되었다. 섐69와 같은 밴드들에 직접적인 영향을 받은 Angelic Upstars, Cockney Rejects와 같은 어린 멤버들로 구성된 밴드들이 신에 새로이 편입되기도 하였다. 이 밴드들이 리스너들이 일상에서 겪는 주제인 즐거움, 축구, 실업, 범죄, 폭력을 곡에서 다루었기 때문에 빠른 기간 내에 팬층을 보유하게 되었다. 70년대 말, 80년대 초의 영국 청소년의 대부분은 스킨헤드였다고 할 수 있다. 그리고 그들만의 펑크록을 스트리트펑크, 리얼 펑크라고 불렀다. 현재 오이! 라는 단어는 펑크, 스카, 레게, 펍 록을 아우르는 포괄적인 용어가 되었다. 이외에도 희극적 요소를 다수 도입한 서브 장르도 있다.
69 정신(Spirit of '69)을 표방하던 몇몇 스킨헤드들은 새로운 오이! 스킨헤드들이 새로운 스타일과 '전통적' 스킨헤드들에게 금기시되는 '백구'(머리를 완전히 미는 것)을 접목했기에 이들을 진정한 스킨헤드로 인정하지 않았다.
글램, 록, 디스코의 시대에서 살아남은 극소수의 스킨헤드들은 이러한 새로운 스킨헤드들과 같은 부류로 취급받기를 원하지 않았다.
오이! 펑크는 무산 계급적 가치와 정체성을 강조하는 태도와 밀접한 연관이 있으며, 권위에 반항하는 태도를 중시한다. 오이! 밴드들은 자신을 하층민들을 위해 '매우 모호하게 정의된' 권력층(제도권)에 대항하는 투사로 묘사한다.
그러나 나치 스킨헤드의 경우에는 유대인들의 손에 놓인 자본주의를 권력자로, 극좌파는 일반적인 자본주의 자체를 권력자로 간주한다.
그러나 정치색을 띠지 않는 대부분의 밴드는 이를 아주 모호하게 표현한다. 당연히 이는 의도적이다.
오이! 펑크의 특징은 단순한 곡 구성, 거친 기타 리프와 빠르지 않은 템포와 코러스는 다 같이 따라 부를 수 있다. 헤비메탈 스타일의 기타 솔로는 절대로 사용하지 않는 것이 공식이다. 따라서 오이! 펑크를 장르로 규정하기는 쉽지 않다.
유명한 영국의 오이펑크밴드로는 The Business, Cockney Rejects, Cock Sparrer, Sham 69가 있으며, 음악적 뿌리를 70년대 음악에 두고 있다. 80년대에 해체한 많은 1세대 오이밴드들은 90년대 중반의 오이! 리바이벌붐을 타고 재결성되기도 했다.

## 용어의 기원
오이! (Oi!)는 영단어 ‘Hey‘의 구어적 표현이다. 그러나 영어의 '기쁨'이라는 의미인 'joy'와도 연관성이 있으며, 이는 오이! 펑크 컴필레이션 음반인 'Strength Thru Oi!'에서 확인할 수 있다. 그러나 이는 독일어로 번역하면 제3제국시절의 여가단체인 Kraft durch Freude가 된다.
오이!(Oi) 또는 'oy'라는 단어가 처음 나온 것은 20세기이지만, 그 기원은 훨씬 더 거슬러 올라가 'hoy!'에 뿌리를 둔 것으로 추측되고 있다. 이에 대한 근거로는 코크니 사투리에서는 알파벳 'H'가 묵음처리된다는 것과 19세기 영국으로 이주한 폴란드와 러시아의 유대인들이 사용한 이디시어에서 기원한 것으로 추측된다. 이디시어에서는 혐오, 아픔, 놀람, 황홀 등을 나타낼 때 '오이!'라는 의성어를 사용한다고 한다.

## 독일의 오이!
독일 오이! 밴드들의 가사는 여타 외국밴드들과 같이 음주, 섹스, 축구, 스킨헤드로서의 라이프스타일, 음악 그 자체를 다루고 있다. 이들의 거친 행동양식과 과도한 음주문화는 전통적인 스킨헤드들로부터 조롱받기도 했다. 잘 알려진 독일의 오이! 밴드들로는 전 뵈제 옹켈츠(Böhse Onkelz), Split Image, Herbärds, Die Alliierten, Vortex, Body Checks, Pöbel & Gesocks, Bierpatrioten, KrawallBrüder, SpringtOifel, The Voice를 꼽을 수 있다. 90년대 중, 후반부터 Berliner Weisse, 4 Promille, Rabauken, Volxsturm, Loikaemie, Broilers와 같은 밴드들이 유명세를 타기도 했다.
정치적으로 중립의 위치에 있는 밴드들 외에도 온건 좌파 또는 Stage Bottles, Loikaemie와 같은 극좌(안티파)성향의 오이! 밴드들도 신에서 활동했다.
영국과 같이 독일의 오이! 무브먼트도 결코 스킨헤드 신에만 국한된 현상은 아니었다. 많은 오이! 밴드들은 주로 연주한 장르는 펑크였고, 스킨헤드였다.

## 미국의 오이!
1980년대 초에 영국의 오이! 는 미국에 상륙하였고 US Chaos, The Press, The Bruisers, Anti-Heroes, Warzone,Iron Cross와 같은 밴드들에 영향을 주기도 했다. 또한, 오이!와 스트리트 펑크는 Youth Brigade, Youth of Today, SSD, Cro-Mags, Agnostic Front와 같은 다양한 하드코어 밴드들에 음악적인 영향을 주기도 하였다. 오이!, 스트리트펑크, 하드코어 간의 크로스오버는 오늘날 스트리트 코어라는 용어로 불리기도 한다. SFA와 같은 헤이트코어(Hate Core) 밴드들 또한 오이! 펑크의 영향을 받았다.

## 정치
1981년 런던의 사우스올(Southall)에서 있었던 관객과 아시아계 주민 간의 폭력사태 이후 오이! 는 대중과 대중매체에서 네오나치즘과 동화되었다. 그러나 이는 스킨헤드(전통적, 오이! 스킨헤드 모두) 전체를 극우주의자 또는 네오나치로 동일시하는 정도까지는 아니었다. 사실상 오이! 신은(스킨헤드 신과 마찬가지로) 여느 사회에서나 볼 수 있듯이, 다양한 정치적 스펙트럼을 보유하게 되었다. 몇몇 오이! 밴드들은 실업률/노동시장정책의 문제를 지적하는 가사를 쓰며 확실한 메시지를 전달하고자 했으며, 정치적인 활동도 병행했다. 정치적 입장의 차이와 이 때문에 유발된 긴장은 오이! 신이 80년대부터 급속도로 위축되고 세분되는 결과를 낳았다. 이에 따라 극우, 네오나치 신인 RAC(Rock Against Communism), The Redskins와 같은 극좌 신과 스킨헤드 리바이벌 붐을 타고 생겨난 스킨헤드 레게 신 등이 생겨났다.
영국에서는 이러한 신 내부의 정치적인 긴장이 조성되고, 이로 인해 공연이 취소되는 사태가 발생하기도 하였고, 오늘날까지도 대규모 오이!밴드 전용 공연장이 없고, 관객이나 리스너들의 수가 팽창하지 못했다. 대부분의 독일 오이밴드들은 다른 나라의 오이! 밴드들과 마찬가지로 정치적으로는 중립을 표방하나, 일각에서는 네오나치 성향이 두드러지는 스킨헤드들에 대해서 확고하게 반대하는 성향을 가진 밴드들도 존재한다. 그러나 이러한 경계는 극우 또는 네오나치성향의 밴드들이 인종차별주의를 가사 전면에 내세움으로써 어느 정도 희미해졌다. 간혹 우파록, 네오나치 스킨헤드밴드들이 그들의 음악을 오이! 라고 일컫거나, 오이! 류의 음악을 듣는 예도 있다. 이외에도 RAC (=Rock Against Communism - 공산주의에 반대하는 록, 역자 주), 극우성향의 스킨헤드록 (또는 White Noise)과 같은 용어들도 신에서 자리를 잡게 되었다.

## 같이 보기
- 스킨헤드